# Christopher Wimmer
Christopher Wimmer (* 20. Juli 1989) ist ein deutscher Soziologe und Autor.

## Leben
Wimmer legte 2010 das Abitur am König-Karlmann-Gymnasium im oberbayrischen Altötting ab. Anschließend studierte er Sozialwissenschaften an der Humboldt-Universität zu Berlin und für ein Auslandssemester an der Universität Wien. Nach dem Bachelor im Jahr 2014 und dem Master im Jahr 2018 zum Thema Leben ganz unten. Produktion und Reproduktion von Marginalisierung im Lebensverlauf promovierte er an der Humboldt-Universität bis 2023 in der Soziologie zum Thema Mangel und Notwendigkeit. Theorie, Alltagsleben und Bewusstsein der marginalisierten Klasse in der Bundesrepublik, bewertet mit magna cum laude. Während seiner Studienzeit erhielt er Stipendien der Friedrich-Ebert-Stiftung, der Studienstiftung des deutschen Volkes und der Rosa-Luxemburg-Stiftung.
Von 2012 bis 2017 war Wimmer für die SPD im Deutschen Bundestag bei Swen Schulz und Ernst Dieter Rossmann tätig. Von 2020 bis 2021 war er für einen Lehrauftrag an der Georg-August-Universität Göttingen. Seit 2023 ist er wissenschaftlicher Mitarbeiter am Institut für Erziehungswissenschaften, im Bereich Wirtschaftspädagogik, der HU Berlin. Als Wissenschaftler hat er zu soziologischen Themen wie Armut und Marginalisierung, marxistischer Theorie sowie Digitalisierung publiziert.
Journalistisch ist Wimmer seit 2018 insbesondere für die linke Tageszeitung nd tätig. Ferner schrieb er für die Frankfurter Rundschau, die Jungle World, die taz und die Schweizer WOZ. Er berichtet dabei schwerpunktmäßig über die Entwicklungen in Rojava. Während des Studiums engagierte er sich bei den Jusos. Ab 2013 engagierte er sich für die Initiative 'Was bildet ihr uns ein?'. Wimmer ist ferner in außerparlamentarischen Initiativen aktiv, darunter Deutsche Wohnen und Co. enteignen, und in antifaschistischen Zusammenhängen organisiert. Als Autor verantwortete er mehrere Monografien, die vielfach besprochen wurden. Diese beschäftigen sich mit linker Geschichte, vor allem Rätebewegungen, und mit Klassenpolitik, insbesondere den (neuen) Unterklassen.
Er hat seinen Lebensmittelpunkt in Berlin, lebte 2022 und 2023 einige Monate in Rojava.

## Veröffentlichungen (Auswahl)
- Leben ganz unten. Perspektiven vom Rand der Gesellschaft. Papyrossa, Köln 2025, ISBN 978-3-89438-859-1.
- Grundbildung und Habitus. Theorie – Methode – Praxis. (Hrsg. mit Georg Tafner). Springer VS, Wiesbaden 2025, ISBN 978-3-658-47253-5.
- Global Inequality. Rethinking Sociology in the 21st Century (Hrsg. mit Tobias Rieder). Brill, Leiden 2024, ISBN 978-90-04-73360-2.
- Die Marginalisierten: (Über-) Leben zwischen Mangel und Notwendigkeit. Juventa, Weinheim 2023, ISBN 978-3-7799-7108-5.
- Land der Utopie? Alltag in Rojava. Edition Nautilus, Hamburg 2023, ISBN 978-3-96054-333-6.
- Die Kommunen vor der Kommune 1870/71: Lyon, Le Creusot, Marseille, Paris. (mit Detlef Hartmann). Assoziation A, Berlin/Hamburg 2021, ISBN 978-3-86241-483-3.
- Lumpenproletariat. Die Unterklassen zwischen Diffamierung und revolutionärer Handlungsmacht. Schmetterling Verlag, Stuttgart 2021, ISBN 978-3-89657-647-7.
- »Where have all the Rebels gone?« Perspektiven auf Klassenkampf und Gegenmacht. (Hrsg.). Unrast Verlag, Münster 2020, ISBN 978-3-89771-277-5.